# Inicjatywa dla Katalonii – Zieloni
Inicjatywa dla Katalonii – Zieloni (Iniciativa per Catalunya Verds) – hiszpańska partia polityczna działająca na terenie Katalonii. Należy do Europejskiej Partii Zielonych powołanej w lutym 2004 w Rzymie. Inicjatywa dla Katalonii (IC) była częścią sojuszu przewodzonego przez Partit Socialista Unificat de Catalunya (PSUC) i była przedstawicielem Izquierda Unida (IU) w Katalonii. IC stała się później samodzielną partią, a PSUC została rozwiązana.
Młodzieżówka ICV to Joves d'Esquerra Verda (Zielona Lewicowa Młodzież). Nazywana też była Jambl, czyli Joves amb Iniciativa (Młodzież Inicjatywy).
ICV jest częścią trójpartyjnej koalicji (razem z Katalońską Partią Socjalistyczną – PSC i Republikańskiej Lewicy Katalonii – ERC, lewicowej katalońskiej partii nacjonalistycznej). Koalicja ta rządziła Katalonią od wyborów w 2004 roku. ICV objęła ministerstwo środowiska. Jednak już wkrótce potem rozzłościła swoich wyborców, nie odwołując planów poprzedniej administracji, zakładających budowę tunelu przez tereny o bogatej florze i faunie. Innym skandalem była budowa fabryki w wiosce Sant Pedro de Torelló. Duża ilość toksycznych odpadów stanowi zagrożenie dla jej mieszkańców. Partia zawiodła także dużą część swoich wyborców, popierając przeprowadzenie trasy szybkobieżnego pociągu AVE przez XIX-wieczne centrum Barcelony, pomimo tego, iż trasa wzdłuż wybrzeża nie zniszczyłaby tak środowiska i miasta. Dodatkowym problemem okazało się wsparcie okazane przez ICV dla planu zapewnienia Katalonii energii, opierającego się na źródłach tradycyjnych. Pod znakiem zapytania stanęło więc dążenie partii do rozwijania sieci energetycznych wykorzystujących źródła ekologiczne i odnawialne.
W wyborach do Parlamentu Europejskiego w 2004 Inicjatywa wprowadziła swojego przedstawiciela (Raül Romeva) do Parlamentu Europejskiego, który należy do Grupy Zielonych – Wolny Sojusz Europejski – czwartej największej grupie politycznej PE.

## Ideologia
ICV określa siebie jako partię „ekosocjalistyczną”, a swoich członków jako „ekosocjalistów”. Ta ideologia przedstawiona została w książce będącej pracą zbiorową wielu lewicowych polityków ekologicznych, pt. „Manifest ekosocjalistczny”. Ekosocjaliści pragną odnowić oblicze lewicy, będąc przeciwko komunizmowi, takiemu jaki panował w ZSRR i przeciwko kapitalizmowi (propagowanemu przez Margaret Thatcher i Ronalda Reagana), jak również przeciwko socjaldemokracji. Jest ona ich zdaniem tylko „mniejszym złem”, nie odpowiadającym na wyzwania natury ekologicznej i socjalnej. Z ich punktu widzenie zarówno komunizm, jak i kapitalizm są dwiema twarzami tego samego produktywizmu, który powinien zostać zniszczony, jeżeli Ziemia ma przetrwać. Ideologia ekosocjalizmu jest także głęboko feministyczna oraz opowiada się za „wolnością wszystkich europejskich narodów”.

## Przewodniczący
1. Rafael Ribó i Massó (1987–2000)
2. Joan Saura i Laporta (od 2000)